# Two and a Half Men/Gastdarsteller
Die Serie Two and a Half Men verzeichnet zahlreiche Gastauftritte anderweitig bekannter Schauspieler, deren Rollen zum Teil Anspielungen auf andere Serien oder sonstige Begebenheiten wiedergeben. Die meisten Rollen haben Schauspielerinnen, die Charlie Harpers zahlreiche Affären darstellen. Im Laufe der Serie kam es allerdings auch vor, dass ein Darsteller verschiedene Rollen spielte oder dass eine Rolle durch verschiedene Schauspieler dargestellt wurde.
| Rolle                                     | Erklärung                                                       | Schauspieler              | Staffel – Episode                              |
| ----------------------------------------- | --------------------------------------------------------------- | ------------------------- | ---------------------------------------------- |
| Laura                                     | Charlies Kurzzeitaffäre                                         | Kristin Bauer van Straten | 1.01                                           |
| Kate/Michelle                             | Charlies Kurzzeitaffäre/unbekannte Rolle                        | Liz Vassey                | 1.05, 8.06, 8.07, 9.01                         |
| Olivia Pearson                            | Charlies Ex-Freundin                                            | Krista Allen              | 1.06                                           |
| Lisa                                      | Charlies Ex-Freundin                                            | Denise Richards           | 1.10, 2.09                                     |
| Prudence                                  | Bertas Enkelin                                                  | Megan Fox                 | 1.12                                           |
| Freddie                                   | Freund von Prudence                                             | Noel Fisher               | 1.12                                           |
| Stan                                      | Charlies Buchhalter                                             | Richard Lewis             | 1.14                                           |
| Frankie/N. N.                             | Kurzzeitaffäre von Alan/Interessentin an Charlies Haus          | Jenna Elfman              | 1.15, 1.16 / 9.01                              |
| Bill                                      | ehem. Affäre von Charlie, nach Geschlechtsangleichung ein Mann  | Chris O’Donnell           | 1.18                                           |
| Liz                                       | Judiths Schwester                                               | Teri Hatcher              | 1.19                                           |
| Laura Lang                                | Alans Scheidungsanwältin                                        | Heather Locklear          | 1.21                                           |
| Crystal                                   | Laura Langs Assistentin & Charlies Kurzzeitaffäre               | Alana de la Garza         | 1.21                                           |
| Delores Pasternak                         | Jakes Lehrerin                                                  | Missi Pyle                | 2.03, 7.21, 9.01                               |
| Delores Pasternak                         | Jakes Lehrerin                                                  | Alicia Witt               | 6.05                                           |
| Sherri                                    | Affäre von Charlie, später Alan                                 | Jeri Ryan                 | 2.05, 2.19, 9.01                               |
| Daisy                                     | Schwester von Berta                                             | Camryn Manheim            | 2.07                                           |
| Gail/Isabella                             | Frau in Bar/Affäre von Charlie (Satanistin)                     | Jodi Lyn O’Keefe          | 2.11, 3.06, 7.21, 9.01                         |
| Tina                                      | Affäre von Charlie                                              | Jennifer Taylor           | 2.11                                           |
| Jamie Eckleberry                          | Alans Schulfreundin, der 'Hund von Ekelville'                   | Paget Brewster            | 2.12                                           |
| Dr. Michelle Thalmadge                    | Charlies Exfreundin                                             | Alicia Coppola            | 2.17                                           |
| Assistenzarzt                             | in der Praxis                                                   | Ken Jeong                 | 2.17                                           |
| Pamela                                    | Ex-Frau von Charlies Auftraggeber Eric                          | Lucy Lawless              | 2.18                                           |
| Colleen                                   | Charlies Freundin                                               | Natalie Zea               | 3.05                                           |
| Harvey                                    | Vater von Rose                                                  | Martin Sheen              | 3.07                                           |
| Margaret                                  | Mutter von Harvey                                               | June Squibb               | 3.07                                           |
| Norma                                     | Charlies Nachbarin                                              | Cloris Leachman           | 3.09                                           |
| Sandy                                     | Freundin von Alan                                               | Josie Davis               | 3.11                                           |
| Ginger                                    | Freundin & Nachmieterin von Mia                                 | Jackie Debatin            | 3.15                                           |
| Archie Baldwin                            | Jingle-Komponist                                                | Jon Lovitz                | 3.17                                           |
| Andy                                      | Kandis Vater                                                    | Kevin Sorbo               | 3.20                                           |
| Lydia                                     | Charlies Freundin                                               | Katherine LaNasa          | 4.06, 4.10, 7.21, 9.01                         |
| Naomi                                     | Bertas Tochter                                                  | Sara Rue                  | 4.07, 4.12                                     |
| Nina/Chloe                                | Dinner-Begleitung/Affäre von Charlie                            | Rachel Cannon             | 4.09/4.23, 7.21                                |
| Danielle Stewert                          | Charlies Nachbarin                                              | Brooke Shields            | 4.14                                           |
| Beverly                                   | Alans Date vom Online-Portal                                    | Allison Janney            | 4.15                                           |
| Donna                                     | Affäre von Charlie                                              | Morgan Fairchild          | 4.16                                           |
| Robin / Kate                              | Affäre von Charlie / Freundin von Sam (Waldens armes Alter Ego) | Brooke D’Orsay            | 4.16, 10.10 – 10.13, 10.16, 11.18, 11.19       |
| Myra Lang                                 | Herb Melnicks Schwester                                         | Judy Greer                | 4.19, 4.20                                     |
| Sophie                                    | Tochter von Alans schwulem Freund Greg                          | Kay Panabaker             | 4.21                                           |
| Fernando                                  | Charlies Handwerker                                             | Enrique Iglesias          | 4.23                                           |
| Sharon                                    | Alans Verabredung                                               | Janeane Garofalo          | 5.02                                           |
| Margaret                                  | Charlies misslungene Affäre                                     | Jennifer O’Dell           | 5.02                                           |
| Donna                                     | Alans Freundin                                                  | Kimberly Quinn            | 5.03, 5.11                                     |
| Linda Harris                              | Richterin, Freundin von Donna und Charlies Freundin             | Ming-Na Wen               | 5.03–06, 7.21                                  |
| Artie                                     | Charlies temporärer Manager                                     | Richard Kind              | 5.08                                           |
| Silvia „Courtney Leopold“ Fishman         | Heiratsschwindlerin                                             | Jenny McCarthy            | 5.09, 5.16, 5.17, 8.10, 8.11, 8.12, 9.01, 9.04 |
| Gabrielle                                 | Charlies französische Affäre                                    | Justine Eyre              | 5.10, 7.21                                     |
| Lulu                                      | Charlies erkältete Affäre                                       | Cerina Vincent            | 5.12                                           |
| Angie                                     | Charlies „ältere“ Freundin                                      | Susan Blakely             | 5.18, 5.19                                     |
| Tricia                                    | frühere Affäre von Charlie, Verlobte von Angies Sohn Jeremy     | Virginia Williams         | 5.19                                           |
| Russel                                    | Charlies Apotheker                                              | Martin Mull               | 6.01, 6.18, 7.21, 8.08, 9.01, 10.12            |
| Ingrid                                    | Blondine mit rotem BH                                           | Helena Mattsson           | 6.03                                           |
| Jerome Burnett                            | Charlies Nachbar                                                | Michael Clarke Duncan     | 6.09, 6.19                                     |
| Celeste Burnett                           | Jeromes Tochter                                                 | Tinashe Kachingwe         | 6.09, 7.02, 7.11                               |
| Donald Andrew „Andy“ Patterson            | Charlies alter Freund                                           | Emilio Estevez            | 6.11                                           |
| Shelly                                    | Melissas Mutter                                                 | Carol Kane                | 6.12, 6.14                                     |
| Janine                                    | Kellnerin, die Charlie und Jake zu sich nach hause einlädt      | Emily Rose                | 6.12                                           |
| Wanda                                     | Affäre von Charlie                                              | Diora Baird               | 6.16                                           |
| Leonore                                   | Judiths Mutter                                                  | Annie Potts               | 7.03                                           |
| Betsy                                     | Affäre von Charlie                                              | Katy Mixon                | 7.07, 7.16, 7.21                               |
| Gail                                      | Chelseas Freundin                                               | Tricia Helfer             | 7.08, 7.18, 9.01                               |
| Marty Pepper                              | Evelyns Bekannter                                               | Carl Reiner               | 7.11, 8.10, 11.02, 11.13                       |
| Tom                                       | Chelseas Vater                                                  | Stacy Keach               | 7.13, 7.16, 7.17, 7.22                         |
| Ed                                        | Der Freund von Chelseas Vater                                   | John Amos                 | 7.16, 7.17, 7.22                               |
| Kendra                                    | Charlies Krankenschwester in der Klinik                         | Sara Sanderson            | 8.05                                           |
| Gretchen                                  | Affäre von Alan und Charlie                                     | Erinn Hayes               | 8.05                                           |
| Shauna                                    | Michelles Tochter                                               | Krista Kalmus             | 8.06                                           |
| Charlies Kumpel                           | Interessent an Charlies Haus                                    | John Stamos               | 9.01                                           |
| N. N. (vermutlich Greg aus Dharma & Greg) | Interessent an Charlies Haus                                    | Thomas Gibson             | 9.01                                           |
| Robin Schmidt                             | Waldens Mutter                                                  | Mimi Rogers               | 9.12, 9.13, 10.02, 11.06                       |
| Billy Stanhope                            | Waldens ehemaliger Geschäftspartner                             | Patton Oswalt             | 9.18, 9.24, 10.02, 10.12, 10.14                |
| Jean McElroy                              | Lyndseys Mutter                                                 | Georgia Engel             | 9.19, 9.20                                     |
| Charlie Harper                            | Geist von Alans verstorbenem Bruder                             | Kathy Bates               | 9.22                                           |
| Alans Hausarzt                            | Alans Hausarzt                                                  | Jason Alexander           | 9.23                                           |
| Jill                                      | Affäre von Walden                                               | Brit Morgan               | 10.01                                          |
| Rachel                                    | Affäre von Walden                                               | Bre Blair                 | 10.03                                          |
| Missi                                     | Alte Bekannte von Walden und Jakes neue Freundin                | Miley Cyrus               | 10.04, 10.07                                   |
| Whitney                                   | bezahlte Freundin von Walden aus der Bibliothek                 | Lindsay Price             | 10.07                                          |
| Dr. Steven Staven                         | Lyndseys Gynäkologe und Verabredung                             | Willie Garson             | 10.14                                          |
| Tammy                                     | Jakes ältere Freundin                                           | Jaime Pressly             | 10.15, 10.20                                   |
| Ashley                                    | Tammys Tochter                                                  | Emily Osment              | 10.20                                          |
| Jerry                                     | Ashleys älterer Freund                                          | Scott Bakula              | 10.20                                          |
| Stacey                                    | Date von Walden                                                 | Hilary Duff               | 10.23                                          |
| Nicole                                    | Waldens kurzzeitige Chefin und Affäre                           | Odette Annable            | 11.11, 11.12, 11.16                            |
| Gretchen Martin                           | Larrys Schwester und Alans Affäre                               | Kimberly Williams-Paisley | 11.16 – 11.19, 11.21, 11.22                    |
| Dirk                                      | Autohändler aus Denver                                          | Diedrich Bader            | 11.21                                          |
| Vivian                                    | Wandererin                                                      | Mila Kunis                | 11.19                                          |
| Laurel                                    |                                                                 | Deanna Russo              | 12.07, 12.09                                   |
| Lieutenant Wagner                         | Polizist, der Alan und Walden über Charlie verhört              | Arnold Schwarzenegger     | 12.16                                          |

Folgende Gaststars verkörperten sich jeweils selbst: Steven Tyler in den Folgen 1.04 und 4.02, James Earl Jones in 6.11, Edward Van Halen in 7.01, ZZ Top in 7.21, Michael Bolton in 10.01, 12.02, 12.13 sowie 12.14 und Lynda Carter in 11.06, Christian Slater in 12.16. In Folge 2.01 traten als Gäste gemeinsam auf: Sean Penn, Bobby Cooper, Elvis Costello und Harry Dean Stanton.